# Musa textilis
L'àbaca o abacà  (dallo spagnolo abacá, dal tagalo abakà)  (Musa textilis Néel, 1801) è una pianta appartenente alla famiglia delle Musacee, originaria delle Filippine, la cui fibra è nota anche col nome volgare di canapa di Manila (o canapa di Cebu o canapa di Davao).

## Descrizione

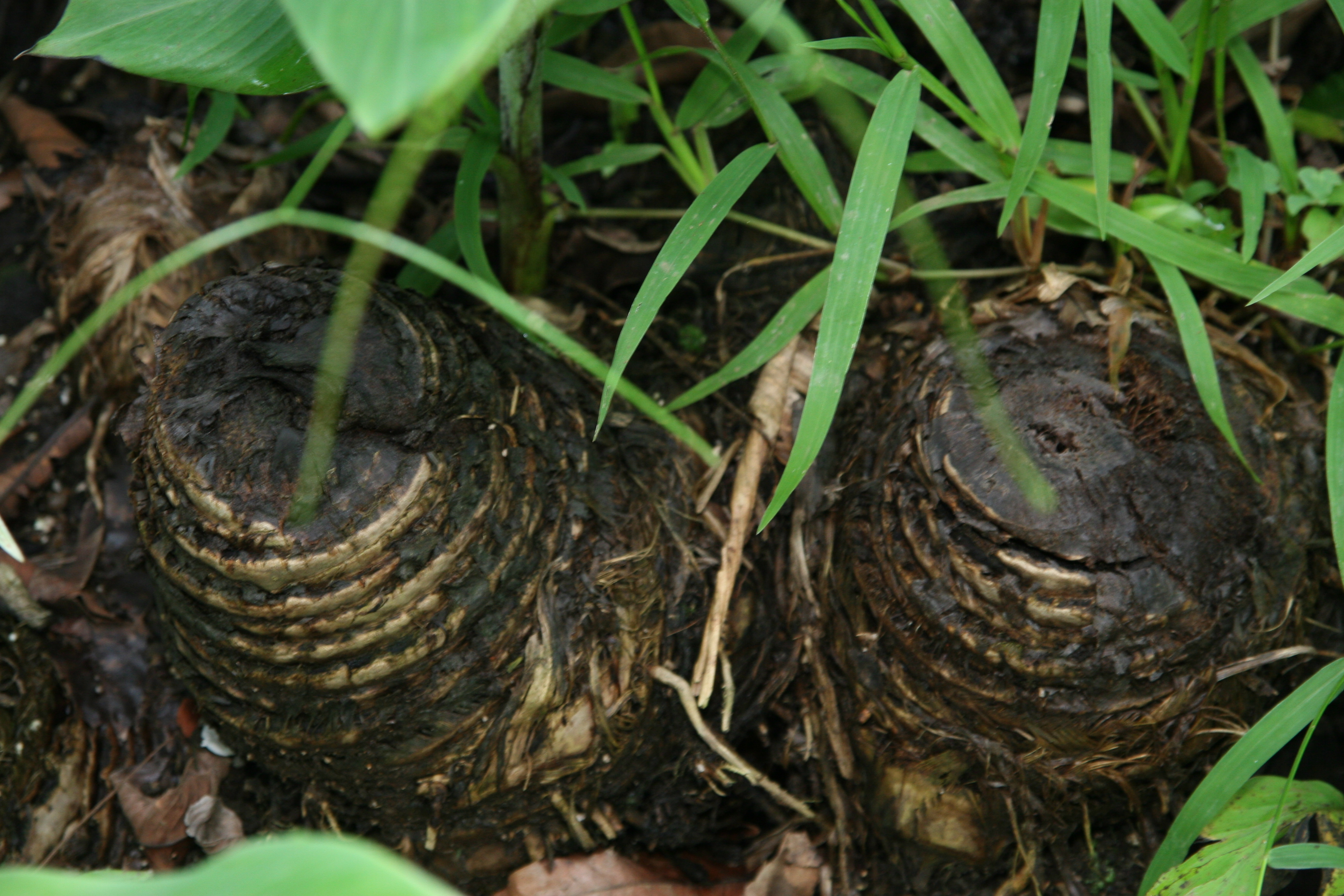
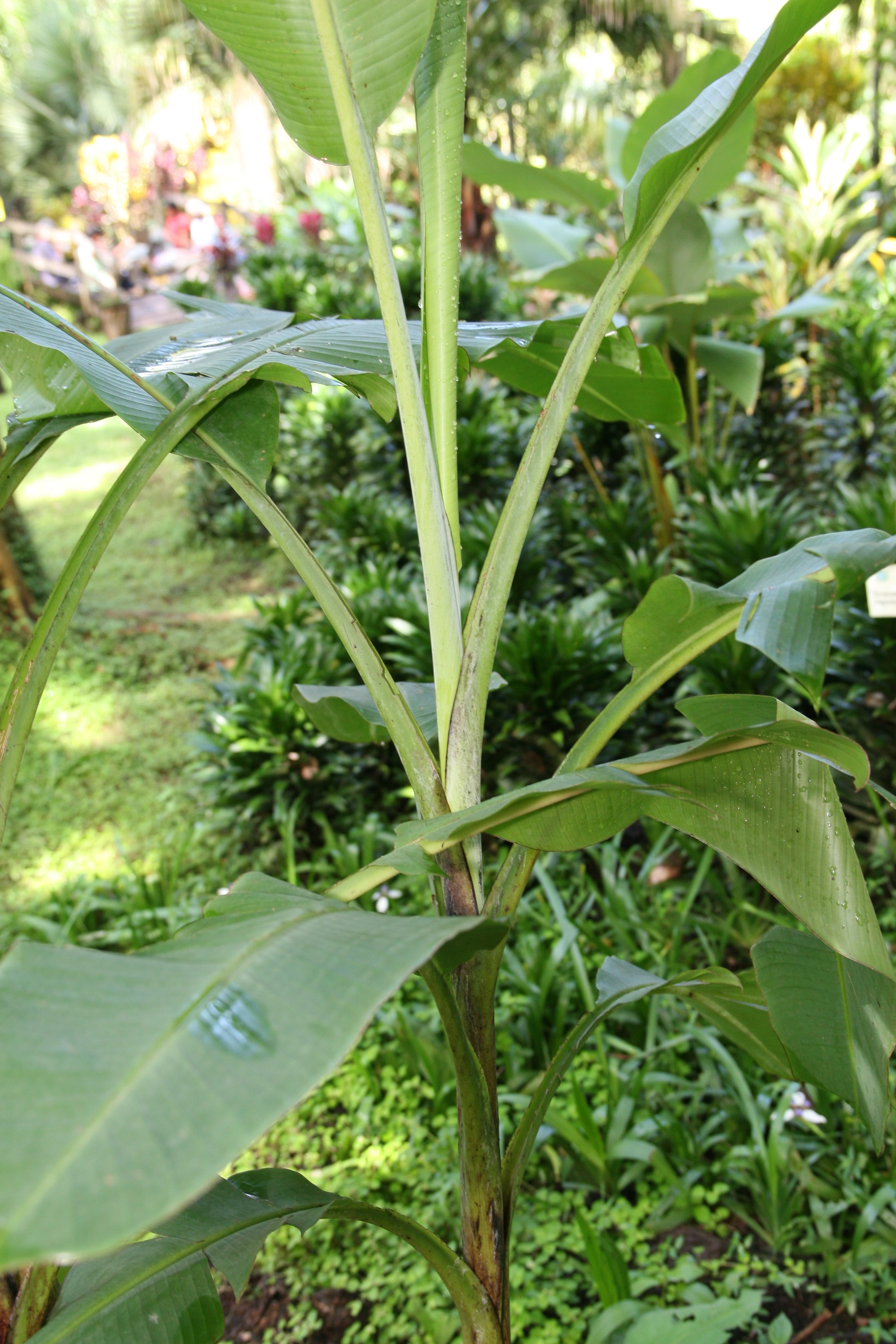
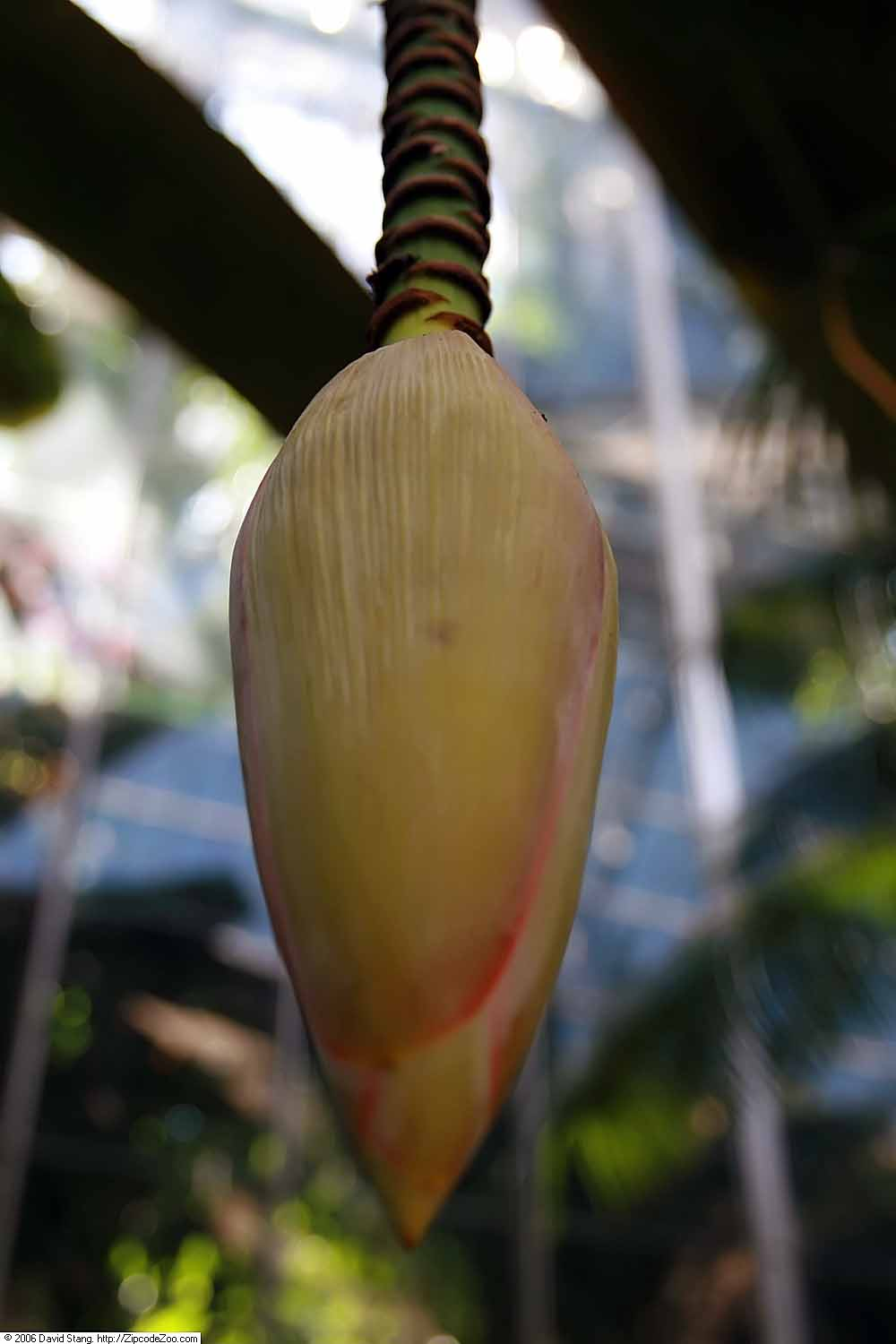
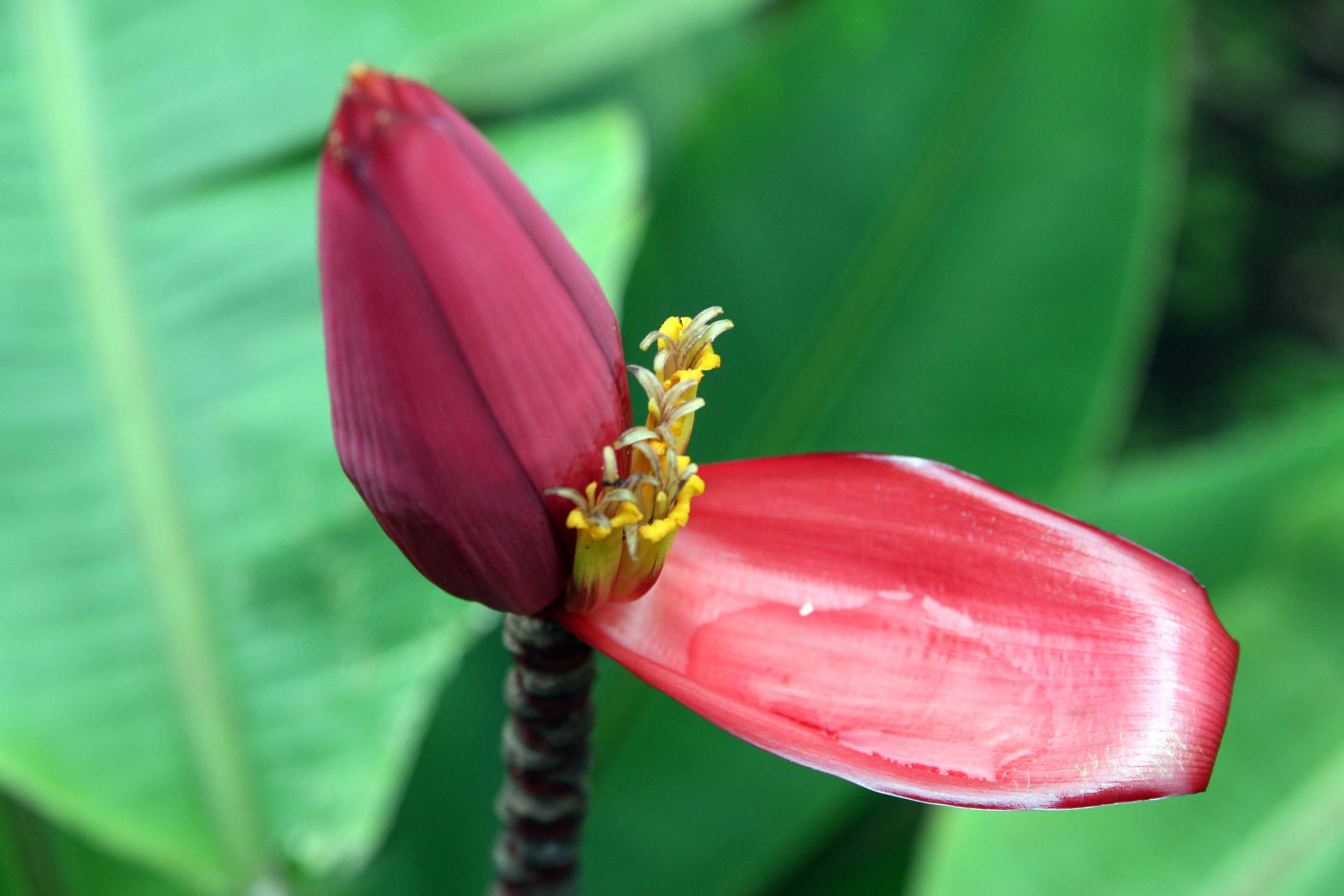
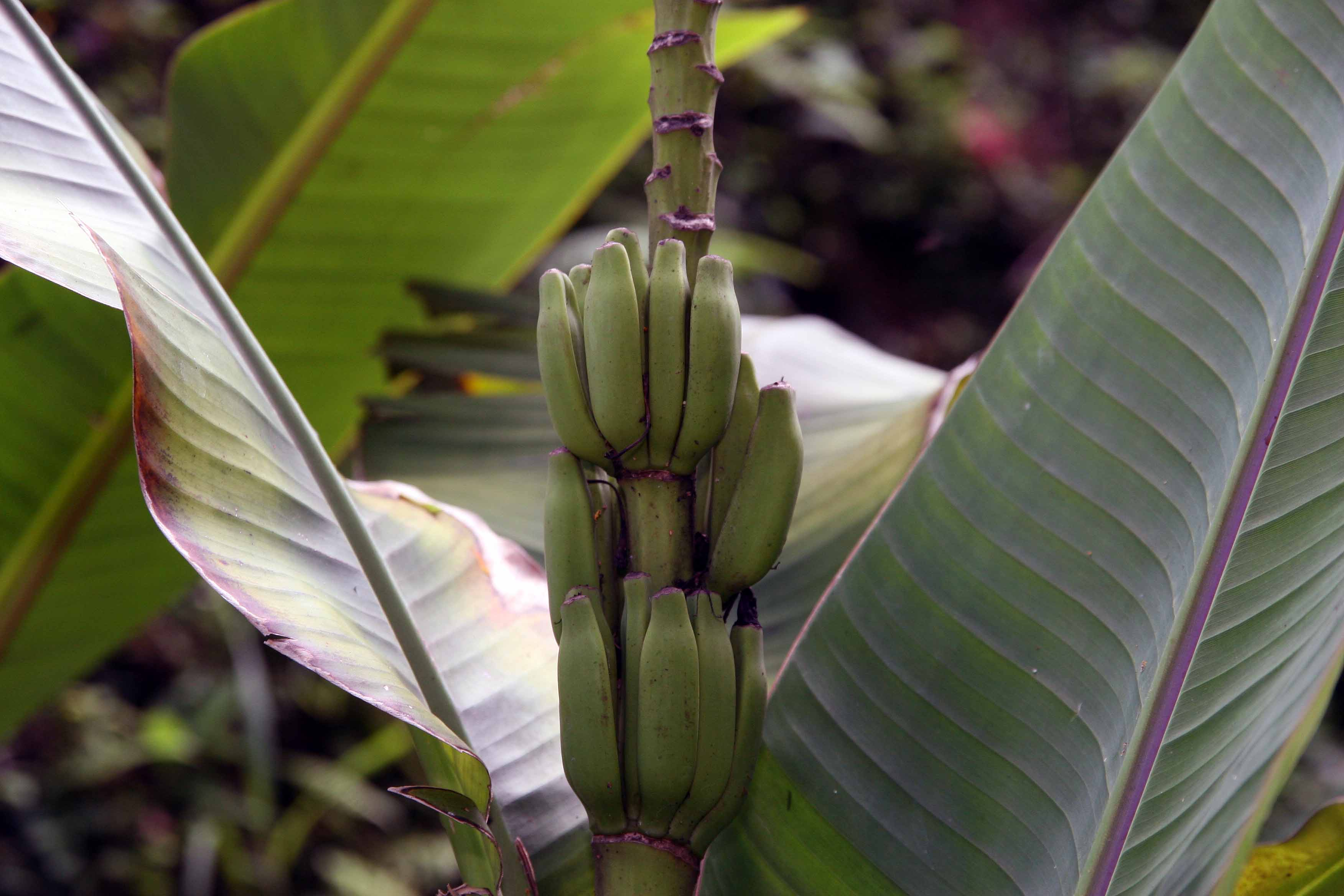

Le foglie crescono sul tronco della pianta e le loro basi formano una guaina intorno al fusto; di queste ce ne sono approssimativamente 25, di 5 cm di diametro e con un numero di 12-25 foglie aventi dei piccioli sovrapposti, che coprono il gambo formando un arbusto o "falso tronco" di circa 30–40 cm di diametro. Crescono in fasi successive: i più maturi sulla parte inferiore del tronco, quelli più giovani sulla sua parte superiore. Le guaine contengono le preziose fibre. Le fibre grezze variano dagli 1,5 ai 3,5 m di lunghezza. Sono composte delle sostanze presenti in una pianta quali la cellulosa, la lignina e la pectina. La fibra, una volta filata, viene venduta con il nome di canapa di Manila, la capitale delle Filippine.

## Distribuzione e habitat
Originaria delle Filippine, dove è ampiamente coltivata, la specie è stata introdotta in numerosi paesi tropicali tra cui il Borneo, Giava, Sumatra e le isole Andamane e Nicobare.

## Coltivazione
La pianta è di norma coltivata in terreni fertili e ben drenati; si utilizzano radici collocate nella terra all'inizio della stagione delle piogge, e perciò ormai mature. La raccolta nei campi di abaca è fatta con una frequenza di 3-8 mesi, dopo un periodo iniziale di crescita di 18-25 mesi e dopo una durata di vita di circa 10 anni. In genere essa presuppone delle operazioni alle guaine fogliari: la “sguainatura” (separazione delle guaine superficiali e profonde), la “spampanatura” (asportazione delle foglie, da cui si ottengono le fibre), l'essiccagione (alla luce del sole, come da tradizione).
Le fibre di abaca possono essere filate in spaghi o corde. In particolare le corde, essendo molto resistenti (specie all'azione dell'acqua salata) e flessibili, sono ottime per cavi da marina (affini alle “gómene”) e reti da pesca. Con le stesse fibre, poi, si possono produrre oggetti (perlopiù artigianali) come borse, tappeti, vestiti e mobili. Tali sostanze fibrose, peraltro, una volta ridotte in pasta umida, possono essere trattate fino a ricavare prodotti cartacei (per esempio bustine di tè, cartamoneta, carta speciale, involucri per confezionare sottovuoto).

## Usi
Dalla pianta è ricavata una fibra tessile vegetale, chiamata a sua volta abaca o, più spesso, canapa di Manila, che viene estratta dalle foglie, larghe ed oblunghe, e dagli steli ed è utilizzata sia per fabbricare spaghi, gomene e corde (grazie alla notevole resistenza, flessibilità e leggerezza) nella maggior parte dei casi, mentre con le fibre migliori si fanno tessuti e tele estremamente resistenti. Nei luoghi di produzione con i suoi filamenti, detti "Tagal", si fanno trecce per cappelli.
A Sumatra la coltivazione in larga scala dell'abaca fu avviata nel 1925 dagli olandesi, che sin dal XIX secolo avevano notato la sua coltivazione nelle Filippine, finalizzata alla fabbricazione del cordame. In seguito è stata estesa alle piantagioni dell'America centrale grazie ai finanziamenti ottenuti dal dipartimento per l'agricoltura degli Stati Uniti. Prima della seconda guerra mondiale, nel 1930, furono introdotte delle piantagioni su vasta scala nel Borneo settentrionale sotto l'occupazione britannica.
Con lo scoppio della seconda guerra mondiale gli approvvigionamenti dalle Filippine furono assorbiti dal Giappone.

## Etichettatura tessile
Sigla AB